# The Gap (Ross-Insel)
The Gap (englisch für Die Lücke) ist ein Gebirgspass am südlichen Ausläufer der Hut-Point-Halbinsel auf der antarktischen Ross-Insel. Er verläuft zwischen dem Crater Hill und dem Observation Hill.
Teilnehmer der Discovery-Expedition (1901–1904) unter der Leitung des britischen Polarforschers Robert Falcon Scott kartierten und benannten ihn. Sie nutzten den ebenerdig verlaufenden Pass zur Querung des südlichen Teils der Hut-Point-Halbinsel.